# Lumban Rau Selatan
Lumban Rau Selatan is een bestuurslaag in het regentschap Toba Samosir van de provincie Noord-Sumatra, Indonesië. Lumban Rau Selatan telt 844 inwoners (volkstelling 2010).